# 新警察故事
《新警察故事》是一部於2004年上映的香港電影，此電影為《警察故事系列》中的第五部作品，內容與前四作無任何關係。由陳木勝執導，由李忠志、成龍和成家班共同擔任動作指導，成龍、謝霆鋒、楊采妮、蔡卓妍、吳彥祖、王傑主演。香港、中国大陆、马来西亚、臺灣、葡萄牙于2004年9月24日上映，香港票房超過2110萬港幣，成為年度票房第4位。
2023年3月14日於香港國際影視展舉行發佈落實拍攝續作《新警察故事2》，電影在20年後，繼續由成龍與謝霆鋒領銜主演，成龍監製、並且謝霆鋒將首次執導，齊集當年的演員原班人馬演出。

## 劇情
高級督察陳國榮是香港警隊的傳奇人物，無論是射擊、搏擊、或是人質拯救都門門排名榜首。直到一晚，五名戴面具的持械搶匪爆竊亞洲銀行，洗劫一空後卻主動讓人質報警，最後聯手將趕到的大批警察以強大火力擊潰後逃之夭夭。信心滿滿的國榮認為能在三小時內將匪徒一網打盡，率領他親手訓練的九名精英警員進入匪徒藏身的廢棄工廠搜捕。然而工廠內早已佈滿陷阱，中埋伏的國榮親眼目睹九名下屬全軍覆沒，包括他的未來内弟嘉康。五名匪徒再度揚長而去，甚至炸毀整間工廠而摧毀所有證據，錯估形勢造成行動慘敗使國榮失去一切，打擊沉重的他主動選擇無限期停職。
一年後，國榮從警界傳奇淪落成街頭酒鬼，愧疚於害死嘉康而對女友可頤避開不見，日復一日過著精神恍惚、行屍走肉般的生活。直到一名自報新晉警員、編號1667的鄭小鋒出現在他身邊，主動成為他的新拍檔後開始全力讓國榮重新振作，一次迫使國榮阻止街頭搶劫後才開始讓他醒悟。國榮回到警局後即使遭到同僚的冷眼旁觀，小鋒代替國榮發誓會偵破這件案子，對國榮聲稱自己是他原先一位隊員的弟弟，才讓國榮勉強回歸調查。靠小鋒結識的女刑警莎莎協助，國榮得知五名匪徒犯案不僅越加猖狂，還透過他一年前的工廠行動時的全程錄像，編程為一款知名射擊網絡遊戲。
尋找亞洲銀行搶案的線索時，國榮從監控錄像中注意到當中的女匪徒逃離後巷時不見身上的錢袋，懷疑一年前在小巷中跟匪徒發生交火的警員黃森疑似知情不報。國榮和小鋒找到辭職當打手的黃森，說服他交出當初從女匪徒手上拽下的手錶，發現上面印有世界極限運動團體標誌。國榮和小鋒前去該團體當天在盛貿中心天臺的派對現場，認出兩名匪徒火爆和蘇，但總督察趙家軍這時帶隊前來命令黃森指認嫌犯。當黃森識出蘇時，迫使蘇和火爆迅速掏槍打傷黃森，隨後分別用繩降逃至地面，而蘇逃亡時亦被小峰開槍擊傷頸部。重傷的黃森坦白自己一年前私吞贓錢用來還債，卻因此受到匪徒脅迫而向他們洩漏國榮一年前的工廠行動安排，對國榮表示懺悔後喪命。國榮追趕火爆而跟著他繩降下樓，火爆開槍打傷一名雙層巴士司機而趁機溜走，巴士失控引發連環相撞，國榮只好和小鋒聯手制止。
國榮向戴警司交代事件經過時突然得知小鋒實為假冒警察，找小鋒對峙時得知他考不上警隊而只能冒充。透過追查火爆和蘇的身份，眾人得知匪徒五人都是出生於香港上流社會家庭，而首領關祖亦是北區總警司之子；憎恨警察起源於從小被當官的父親暴力虐待。這時，蘇因傷重且被警方發現身份而被祖滅口，祖決定對國榮尋仇而設陷阱誘使可頤到警局，交給她一個水平定時炸彈。國榮趕到後疏散整間警局，想辦法在十分鐘內拆解炸彈時，可頤表示她從來沒有將弟弟的死怪罪於他，但也難以接受國榮一年下來的失魂落魄。可頤趁國榮離開時剪斷計時器電線，雖然一下讓炸彈停止讓眾人一陣慶倖，但纒在可頤身上的內部電線卻意外斷裂導致計時器開始快速倒數。兩人雖然及時逃出爆炸範圍，但可頤的頭撞傷後住院治療，國榮也因為被懷疑協助小鋒假冒警察而遭到羈押。
祖一行人爆竊位於會展中心的港資銀行，搜刮一空後同樣報警佈下陷阱。莎莎與看守羈留室的父親配合偷偷釋放國榮和小鋒離開警局，並召集一大批遊戲高手通關後得到新指示。國榮和小鋒立刻趕到會展中心門口阻擋警察，聯合保安疏散內部的市民，還聯繫祖一行人的父母來到會展中心。匪徒中的麥斯無法對父母下手而打算棄械投降，但祖開槍擊倒麥斯後發動無差別攻擊。火爆在與小鋒的交手時腿部中槍被捕，而國榮跟劉天在樂高玩具展中再次交手搏擊，這次吸取經驗而全力擊敗劉天，直到祖衝進來亂槍掃射誤射中劉天。飛虎隊此時前來清場，中槍倒地的劉天本想對國榮開槍，但目睹國榮奮力為自己叫救護車而沒能下手。國榮隨後到天臺與祖展開最終對決，發現小鋒被吊綁起來做人質，祖用他的命脅迫國榮再次與自己比試槍械組裝速度。而這次輪到祖掉以輕心，被國榮趕超而落敗。
祖的總警司父親帶隊前來辱罵兒子不孝，絕望的祖悄悄卸掉彈匣裡唯一的子彈，故意舉起一把空槍對向父親，遠處的狙擊手因此開槍將祖擊斃，讓祖的父親瞬間跪地懺悔。但繩索鬆脫使小鋒開始下墜，國榮想辦法拉住他卻最終無力氣，兩人所幸掉在消防隊的氣墊上而獲救。隨著破案而立大功的國榮得到晉升並恢復名譽，帶隊來到醫院正式向康复出院的可頤求婚，最後得到她心滿意足的同意。正當眾人開始祝福他們時，小鋒被莎莎帶返警局錄口供，走前將自己始終不離身的大衣留在扶手上。注意到此景的國榮突然回憶起十幾年前，他曾目睹一名來港謀生卻身無分文的父親，為他兒子在商店搶食物，逃跑時遭卡車撞死。當時的國榮上前安慰那名父親的遺孤，為他披上大衣、希望他要「忘記過去、長大後好好做人」，由此意識到當時被自己拯救並給予希望的小男孩，就是現在將他帶出陰影的鄭小鋒。

## 演員

### 主要演員
| 演 員                       | 角 色           | 介 紹 |
| 成龍                        | 陳國榮          | 高級督察，香港警隊之光，正義感強大，一心效忠警隊，是個不折不扣的硬漢。以往從未失手，破案率達百分百，然而在一年前率領手下與銀行劫匪交手時慘遭埋伏乃至全軍覆沒，僅他一人僥倖逃生。此後他便一蹶不振、借酒澆愁，最終被鄭小鋒喚醒，重新振作起來與惡勢力作戰。 |
| 謝霆鋒                      | 鄭小鋒          | 國榮的新搭檔，然而是一名假冒警察，童年時父親車禍喪生時被國榮救過，此後對他懷有感激和崇拜。整天渴望維護正義，卻由於家庭背景而無法做警察，於是開始扶持國榮從過去陰霾裏清醒。                                                                               |
| 楊采妮                      | 孫可頤          | 國榮的女友，是一名溫柔體貼的護士，一直以男友國榮為驕傲。即使弟弟跟隨他時不幸身亡，但其實對國榮仍舊沒有半點埋怨，反而盡力安慰國榮走出陰霾。 |
| 蔡卓妍                      | 莎莎            | 警隊的小警花，電腦高手，善良又充滿正義感。而她的人生目標欠奉，直到遇上小鋒，被他喋喋不休的口才及不畏強權的衝勁所吸引，為此加入榮協助網絡調查。 |
| 王傑                        | 黃森            | 國榮的同事，兩人肝膽相照，但因為好賭欠下巨額債務，為此在任務中私吞贓款而遭到劫匪要挾，被迫出賣國榮的行動計劃導致他慘敗。後來辭去警務，加入黑幫幹部。 |
| 吳彥祖                      | Joe（關祖）     | 劫匪五人組的首領，香港北區總警司之子，自幼因受盡他的警察父親虐待，因此對警察恨之入骨。他率領四人屢犯大案，實際上是以獵殺警察來取樂，因此將追捕自己的國榮視為最大挑戰目標。                                                                               |
| 尹子維                      | Fire（火爆）    | 劫匪之一，珠寶行老闆之子，曾經接受過美國海軍陸戰隊訓練。 |
| 蔣怡                        | Sue（周珮瑞）   | 劫匪當中唯一的女成員，後來成為祖的女友，亞洲航運高層之女。 |
| 安志傑                      | Tin Tin（劉天） | 劫匪之一，證券公司主席之子，開一輛法拉利，是與國榮勢均力敵的搏擊高手。 |
| 葉山豪                      | Max（梁麥斯）   | 劫匪之一，中日混血，永裕國際企業少東，擅長編寫遊戲程式，跟著祖其實只是因為好玩。 |
| 吳浩康                      | 孫嘉康          | 年輕警察，可頤的弟弟，國榮的隊員。認國榮為“未來姐夫”並崇拜著他，卻不幸慘死於祖一行人之手。 |
| 于榮光 （粵語配音：梁志達） | 趙家軍          | 總督察，國榮的上級兼對手，與他共同競爭誰先破案。鑒於國榮一年前的失算而一直貶低他，直到最後才選擇相信他。 |
| 廖啟智                      | 戴國安          | 警司，國榮的上級和好友之一。 |

### 其他演員
| 演 員      | 角 色        | 介 紹                                                                                                  |
| 麥長青     | 談判專家     | 警隊談判專家。                                                                                         |
| 黃德斌     | 匪徒         | 股票公司人質劫持案的主犯，因炒股票被騙光錢而跑到對方公司挾持人質。                                     |
| 郭偉亮     | 男人質       | 股票公司人質劫持案件的男人質。                                                                         |
| 伍佰       | 鄭小鋒之父   | 小鋒的父親，來香港打拼卻淪落到身無分文，為兒子搶食物過程中被卡車撞死，也因此讓小鋒認識過來援助的國榮。 |
| 陳奕迅     | 卡車司機     | 開卡車撞死鄭小鋒之父。                                                                                 |
| 關智斌     | 紅毛         | 國榮酒醉途中遇到的兩名扒手。                                                                           |
| 張致恆     | 綠毛         | 國榮酒醉途中遇到的兩名扒手。                                                                           |
| 盧惠光     | 李智強       | 警察，外號「光哥」，國榮隊伍成員之一。                                                                 |
| 洪天明     | 天明         | 警察，國榮隊伍的其他成員。                                                                             |
| 洪天照     | 天照         | 警察，國榮隊伍的其他成員。                                                                             |
| 何華超     | 郭耀華       | 警察，國榮隊伍的其他成員。                                                                             |
| 吳嘉龍     | 陳嘉倫       | 警察，國榮隊伍的其他成員。                                                                             |
| 連凱       | 潘卓明       | 警察，國榮隊伍的其他成員。                                                                             |
| 彭敬慈     | 杜偉民       | 警察，國榮隊伍的其他成員。                                                                             |
| 伍允龍     | 黃文傑       | 警察，國榮隊伍的其他成員。                                                                             |
| 劉以達     | 銀行經理     | 亞洲銀行經理，跟劫匪一起時嘟囔著「我只是打工的」。                                                     |
| 孫淳       | Joe之父      | 祖的父親，香港北區總警司，眼裡只顧自己的名聲，對家人只會動粗，作為祖怨恨警察的主因。                   |
| 呂有慧     | Joe之母      | 祖的母親，地產公司總裁，跟丈夫不同，比較溺愛兒子。                                                     |
| 岑建勳     | 股票經紀     | 股票公司的不法經紀，當初誘惑犯人買股票且損失慘重，從而導致劫持案的發生。                               |
| 樋口明日嘉 | 李智強妻子   | |
| 蔣雅文     | 郭耀華女友   | |
| 蔣克       | 遮打道警員   | |
| 劉嘉       | 色士風樂手   | |
| 甄思羽     | 羈留室犯人   | |
| 林子博     | 警署警員     | |
| 梁皓楷     | 趙家軍手下   | |
| 黃玉郎     | 莎莎之父     | 羈留室警員，莎莎之父。                                                                                 |
| 李天翔     | 律師         | |
| 李子奇     | 賊之父       | |
| 卓慧敏     | 銀行女經理   | |
| 李雨陽     | 會展警員     | |
| 高皓正     | 會展警員     | |
| 趙頌茹     | 會展女警     | |
| 戴耀明     | 便利店外警員 | |

## 製作
導演唐季禮於1996年7月25日出席美國紐約其執導的《警察故事III超級警察》首映禮後接受傳媒訪問時，表示成龍與楊紫瓊主動向他談警察故事第五集時想一起再度合作，其中成龍更建議開拍，故他一口答應執導；惟唐本人因有計劃給劇本予成龍演出，最快於1997年才成事，故更須得到嘉禾負責人何冠昌批准後才可以拍攝。

## 電影歌曲
| 曲別   | 歌曲         | 作曲 | 作詞 | 演唱者 |
| ------ | ------------ | ---- | ---- | ------ |
| 主題曲 | 《九月風暴》 | 王備 | 陳濤 | 成龍   |

## 票房
《新警察故事》在香港首映前三天賺進5,625,746港幣，下映時統計票房超過2100萬港幣，為香港年度第四高。中国大陆收4300万人民币名列年度第八位，台灣票房為907萬新台幣。

## 軼事
謝霆鋒在拍攝時，因親身上陣，從香港會議展覽中心新翼躍下，意外被繩子纏身，差點窒息。
陳奕迅一聽到劇本中有機會開車「撞」台灣搖滾歌手伍佰的橋段，便激動地答應免費參與演出。與此同時，伍佰在片中的表現也極具投入，他在所有戲份中均未使用替身，甚至在車禍場景中也是親自上陣。
在電影中，陳國榮在第二次与祖的組槍比賽中選擇了一種非正規的方式，直接將子彈推進槍膛，而不是傳統地裝進彈匣。這使他節省了裝彈和壓子彈的時間，因此在比赛中最终获胜。然而，在現實情況下，這種做法可能導致槍管堵塞、子彈卡彈，甚至膛炸等危險情況。

## 獎項
| 頒獎典禮               | 獎項             | 名單                    | 結果 |
| ---------------------- | ---------------- | ----------------------- | ---- |
| 第24屆香港電影金像獎   | 最佳電影         | 新警察故事              | 提名 |
| 第24屆香港電影金像獎   | 最佳導演         | 陳木勝                  | 提名 |
| 第24屆香港電影金像獎   | 最佳男主角       | 成龍                    | 提名 |
| 第24屆香港電影金像獎   | 最佳男配角       | 吳彥祖                  | 提名 |
| 第24屆香港電影金像獎   | 最佳剪接         | 邱志偉                  | 提名 |
| 第24屆香港電影金像獎   | 最佳動作設計     | 李忠志、成家班          | 提名 |
| 第24屆香港電影金像獎   | 最佳音響效果     | 曾景祥                  | 提名 |
| 第24屆香港電影金像獎   | 最佳視覺效果     | 黃宏達、何志輝          | 提名 |
| 第10屆香港電影金紫荊獎 | 十大華語片       | 新警察故事 （第二位）   | 獲獎 |
| 第25届中国电影金鸡奖   | 最佳故事片       | 新警察故事              | 提名 |
| 第25届中国电影金鸡奖   | 最佳男主角       | 成龍                    | 獲獎 |
| 第25届中国电影金鸡奖   | 最佳男配角       | 吳彥祖                  | 提名 |
| 第25届中国电影金鸡奖   | 最佳錄音         | 曾景祥                  | 提名 |
| 第28届大众电影百花奖   | 最佳故事片       | 新警察故事              | 提名 |
| 第28届大众电影百花奖   | 最佳男主角       | 成龍                    | 提名 |
| 第28届大众电影百花奖   | 最佳男配角       | 謝霆鋒                  | 獲獎 |
| 第41屆金馬獎           | 最佳男配角       | 吳彥祖                  | 獲獎 |
| 第41屆金馬獎           | 最佳剪輯         | 邱志偉                  | 提名 |
| 第41屆金馬獎           | 最佳美術設計     | 王晶晶、趙崇邦、 黃銳民 | 提名 |
| 第41屆金馬獎           | 最佳音效         | 曾景祥                  | 提名 |
| 第41屆金馬獎           | 最佳動作設計     | 李忠志、成家班          | 獲獎 |
| 第41屆金馬獎           | 最佳視覺效果     | 黃宏達、何志輝          | 獲獎 |
| 第41屆金馬獎           | 觀眾票選最佳影片 | 新警察故事              | 獲獎 |

## 拍攝場地(部分)
- 干諾道中行人天橋橋頂、上環粵海投資大廈天台、中環士丹頓街、些利街、雪廠街、遮打道、皇后像廣場、香港立法局、添美道行人天橋橋頂、灣仔香港會議展覽中心、灣仔碼頭、竹篙灣支路、青衣路斜路、北角政府合署天台、數碼港、醫院管理局總部停車場、海港政府大樓及香港房屋委員會客務中心。 （页面存档备份，存于）

## 外部連結
- 英皇電影相關網站 - 新警察故事
- Yahoo奇摩電影上《新警察故事》的資料（繁體中文）
- 開眼電影網上《新警察故事》的資料（繁體中文）
- 豆瓣电影上《新警察故事》的資料 （简体中文）
- 时光网上《新警察故事》的資料（简体中文）
- AllMovie上《新警察故事》的资料（英文）
- 爛番茄上《新警察故事》的資料（英文）
- 香港影庫上《新警察故事》的資料（繁體中文）
- 互联网电影数据库（IMDb）上《新警察故事》的资料（英文）